# 稲垣高広
稲垣 高広（いながき たかひろ、1968年5月18日 - ）は藤子不二雄研究家、漫画研究家である。
愛知県春日井市出身。1991年、愛知大学文学部卒業。
幼少期から藤子不二雄（藤子不二雄A、藤子・F・不二雄）ファンであり、2004年から藤子不二雄に関するブログ「藤子不二雄ファンはここにいる/koikesanの日記」を運営。

## 著書
- 永遠の命を空想しない（文芸社、2001年、ISBN 978-4835511511）
- 藤子不二雄Aファンはここにいる〈Book1〉座談会編（社会評論社、2009年、ISBN 978-4784509386）
- 藤子不二雄AファンはここにいるBook〈2〉Aマンガ論序説編（社会評論社、2009年、ISBN 978-4784509393）
- ドラえもんは物語る―藤子・F・不二雄が創造した世界（社会評論社、2012年、 ISBN 978-4784519057）

## 共著
- 酒読み - 文学と歴史で読むお酒 - （社会評論社、2012年、 ISBN 978-4784517138）
- まんが道大解剖 〈日本の名作漫画アーカイブシリーズ サンエイムック〉（三栄書房、2017年、ISBN 978-4779638459）
- 「どろろ」「三つ目がとおる」大解剖  手塚治虫 怪奇マンガの世界〈日本の名作漫画アーカイブシリーズ サンエイムック〉（三栄書房、2019年、ISBN 978-4779638459）
- 完全解析！出崎統 アニメ「あしたのジョーをつくった男」（宝島社、2018年、ISBN 978-4800282583）
- 完全解析！ 石ノ森章太郎（宝島社、2018年、ISBN 978-4800286475）
- Pen+（ペン・プラス）増補決定版  マンガの神様 手塚治虫の仕事 （CCCメディアハウス、2020年、ISBN 978-4484147758）
- 映画ドラえもん超全集（小学館、2020年、ISBN 978-4092272385）
- 週刊朝日 「2022年惜別  あなたへ送る言葉  藤子不二雄Ａさんへ」（朝日新聞社、2022年12月16日号）